# Manuel Sarrazin
Manuel Ferdinand Theodor Sarrazin (nascido em 6 de fevereiro de 1982) é um político alemão da Aliança 90/Os Verdes que actua como membro do Bundestag pelo estado de Hamburgo desde 2008.

## Carreira política
Sarrazin sucedeu a Anja Hajduk no Bundestag a 13 de maio de 2008. É membro da Comissão dos Assuntos Europeus e da Comissão dos Assuntos Externos. De 2008 a 2013, ele também actuou na Subcomissão de Assuntos Europeus da Comissão de Orçamento. Pelo seu grupo parlamentar, ele é o porta-voz da política do Leste Europeu.

## Outras actividades
- Petersburger Dialog, membro do Conselho[7]
- Southeast Europe Association (SOG), Presidente[8]